# میونی
میونی (به فرانسوی: Mionnay) یک کمون در فرانسه است که در ان (اوورنی-رون-آلپ) واقع شده‌است. میونی ۱۹٫۲ کیلومتر مربع مساحت دارد ۲۸۰ متر بالاتر از سطح دریا واقع شده‌است.